# Eugenio De Liguoro
Eugenio De Liguoro (Napoli, 6 marzo 1895 – Los Angeles, 30 giugno 1952) è stato un attore e regista italiano.

## Biografia
Inizia la sua attività come attore giovane teatrale, per passare ad interpretare parti da protagonista nel cinema muto, spesso sotto la regia del padre Giuseppe De Liguoro, diviene nel 1918, a sua volta regista, dirigendo un discreto numero di pellicole.
Negli anni 20 passa alcuni anni in India, lavorando come regista, per tornare in Italia, dove si occupa come sceneggiatore e attore in vari film, dopo un'altra permanenza in Cile, si trasferisce a Los Angeles per dirigere la pellicola Stop that Cab, per morire improvvisamente nel 1952.

## Filmografia

### Attore
- Pulcinella, regia di A. Mucchi (1915)
- Patria mia!, regia di Giuseppe De Liguoro (1915)
- Lorenzaccio, regia di Giuseppe De Liguoro (1918)
- Iris, regia di Giuseppe De Liguoro (1918)
- Palio, regia di Alessandro Blasetti (1932)

### Regista
- Fascino d'oro (1919)
- Nala Damyanti (1920)
- Dhruva Charitra (1920)
- Aria di paese (1933)
- Piccola mia (1933)
- Stop that Cab (1950)